# Sandomierzskoven
Sandomierzskoven (polsk: Puszcza Sandomierska) er en af de største skove i det sydlige Polen, og den dækker store dele af Sandomierzbassinet. Dens navn kommer fra den historiske by Sandomierz, og i middelalderen skabte dens østlige kant en naturlig grænse mellem Lillepolen og Røderutenien.
I øjeblikket strækker den engang mægtige vildmark, som engang strakte sig fra Kraków til Lviv, sig fra Tarnobrzeg i nord til forstæderne Rzeszów i syd. Det betragtes som et af de vildeste skovområder i Polen. Blandt dyr, der lever her, kan man finde forskellige fugle, hjorte, vildsvin, muldvarpe, ræve, ulve, slanger, forskellige edderkopper og insekter. Skovens areal er på 1.291,15 km²  og består hovedsageligt af fyrretræer. I øjeblikket er store dele af skoven omfattet af Natura 2000 -netværket (Natura 2000 Puszcza Sandomierska PLB180005). Sandomierzskoven har flere små floder, hvor den største er Łęg, en højre biflod til Wisła. Jorden er hovedsageligt  podzoler af dårlig kvalitet. Skoven er omkranset af de  fire floder - Wisła, San, Wisłoka og Wisłok. Skoven ligger i  voivodskabet Nedrekarpater; dens nordlige del ligger i Tarnobrzeg-sletten, mens den i syd ligger på Kolbuszowa- plateauet.

## Historie
De første moderne bosættelser blev etableret her mellem det 10. og 12. århundrede. Under den mongolske invasion af Polen og andre mongolske/tatariske angreb på det tidlige kongerige Polen flygtede indbyggerne i Lillepolen til den tætte skov for at redde sig fra asiatiske horder. Sandomierzskoven forblev tyndt befolket indtil midten af det 14. århundrede, hvor kong Kasimir 3. af Polen indledte et program for bosættelser og grundlagde flere byer. I det 15. og 16. århundrede blev de nordlige og centrale områder af skoven bosat af bønder fra den overbefolkede provins Mazovien. I det 17. århundrede, under den svenske invasion af Polen, flygtede lokale beboere igen til skoven fra svenske, kosakker, tatariske og transilvanske angribere.
Efter Polens delingener blev skoven en del af det nydannede østrigske Galicien. I slutningen af det 18. og begyndelsen af det 19. århundrede inviterede den østrigske regering tysktalende bosættere (den såkaldte Josephine-kolonisering, efter den tyske kejser  Joseph 2.). Området blev til en smeltedigel, hvor etniske polakker fra Mazovien og Lillepolen blandede sig med tyskere, ukrainere, tatarer, jøder, valakiere og andre nationaliteter. Flere lokale landsbyer blev opkaldt efter forskellige etniske grupper: Rusiny, Moskale, Mazury, Wolochy, Szwedy, Turki, Tatary. I slutningen af det 19. århundrede begyndte indbyggerne i ørkenen at kalde sig Lasowiacy (eller Lesioki).